# 渡辺忠臣
渡辺 忠臣（わたなべ ただおみ）は、日本の元子役、俳優。

## 出演作品

### テレビ
- 仮面ライダースーパー1（1981年、毎日放送）- シゲル 役[1]
- 宇宙刑事シャリバン（1983年、9話）[2][要検証 – ノート]

### 映画
- ツィゴイネルワイゼン（1980年、盲目の子供）[3]